# Higienista dental

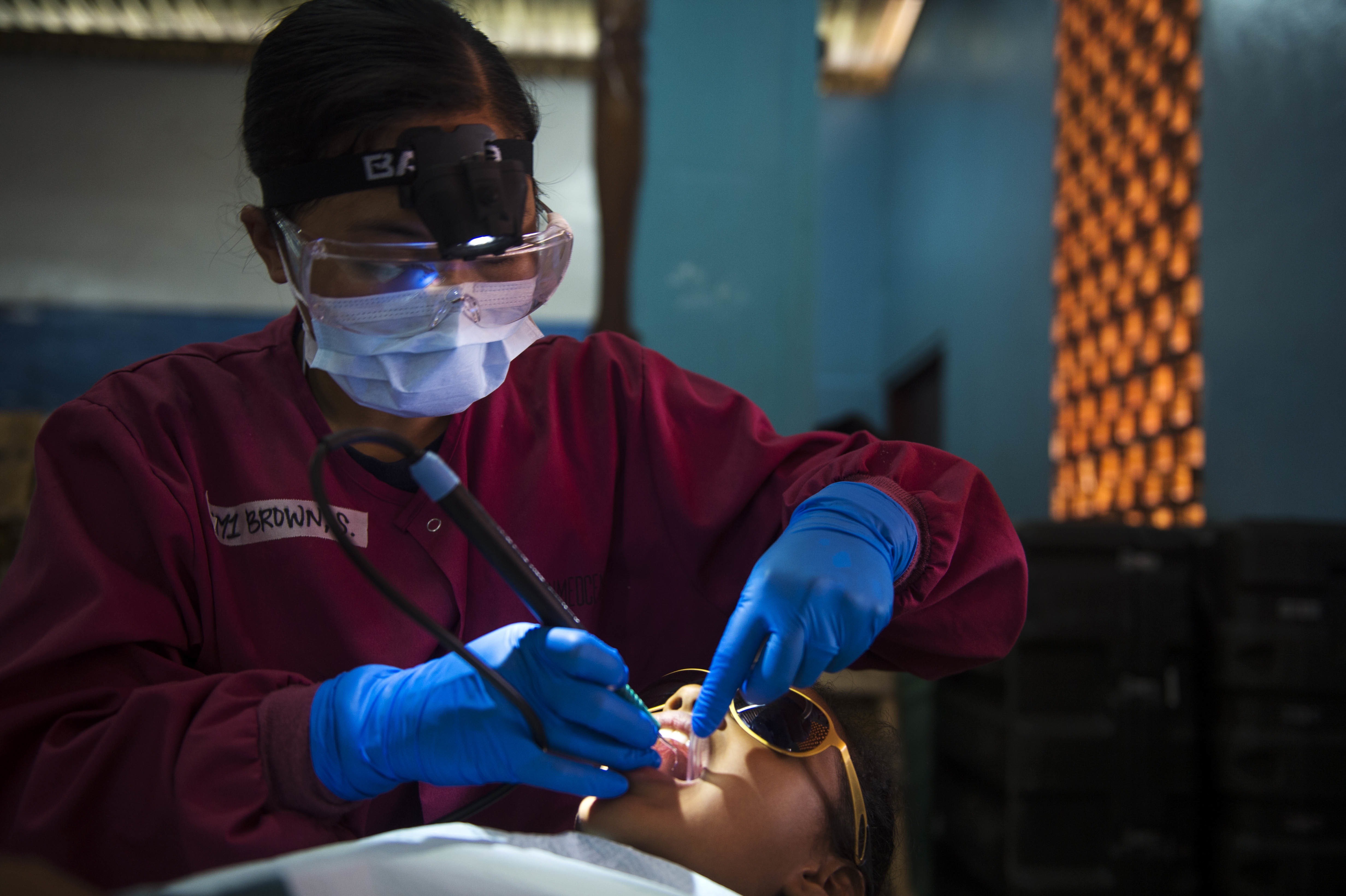
Higienista dental.

Un higienista dental o técnico superior en higiene bucodental es un sanitario experto en prevención de enfermedades bucodentales e higiene oral. Se encarga de realizar actos dentales de carácter reversible y preventivos en los pacientes del consultorio dental.
Solo los dentistas e higienistas dentales, pueden realizar tratamientos dentales en boca a nivel legal.
El trabajo más común de los higienistas es la aplicación de flúor tópico, selladores de fosas y fisuras, pulidos de empastes, educación sanitaria y limpiezas dentales, pero además una vez obtenido el título superior, también están capacitados para ser educadores sanitarios. (LOGSE).
No se debe confundir a un higienista dental con un técnico en cuidados auxiliares de enfermería o auxiliar bucodental, puesto que estos técnicos son titulados de formación media y no reúnen los conocimientos de un higienista dental, que son titulados de formación profesional superior y entran dentro de los estudios superiores. 
Un auxiliar no puede realizar ningún tratamiento, ya que es ilegal y está penado en el código penal con castigos de prisión de hasta 2 años.
Cabe destacar también que un protésico dental tampoco puede tocar la boca de ningún paciente bajo responsabilidad penal.

## Profesionales odontológicos
Licenciados en medicina con especialización se incluyen a:
- Cirujano maxilofacial: Licenciado en medicina con especialización en cirugía maxilofacial generalmente por vía MIR hospitalaria. Es un profesional  que trata traumatismos maxilares, tumores, cirugía ortognática, implantes etc.
- Médico estomatólogo: Licenciado en medicina con especialización en estomatología. Título universitario creado en 1944 y extinguido a finales del siglo XX en España.

Graduado en Odontología
Carrera universitaria de 5 años de duración creada en España en 1987. No es requisito ser licenciado en medicina.
Algunos médicos estomatólogos u odontólogos dedican su actividad exclusivamente a algunas subespecialidades como  ortodoncia,  periodoncia, endodoncia, odontopediatria etc. No obstante no son titulaciones oficiales en España
Titulados de formación profesional superior :
- Higienista Bucodental (Grado Superior en Higiene Bucodental-Técnico superior especialista).
- Protésico dental (Técnico superior especialista).

#### Titulados de formación profesional media
- Técnicos en cuidados auxiliares de enfermería (técnico medio). Incapacitados para trabajar en boca de pacientes, son ayudantes dentales. Capacitados para recepción de pacientes, preparar material estéril, así como también pueden desarrollar su actividad en centros hospitalarios y ambulatorios como ayudantes.

## Funciones de los higienistas dentales
El Real Decreto 1594/1994, de 15 de julio, desarrolla la Ley 10/1986, de 17 de marzo. El Real Decreto en su artículo 10.1 define en España al higienista dental como “el titulado de Formación Profesional de Grado Superior que tiene como atribuciones, en el campo de la promoción de la salud y la educación sanitaria buco-dental, la recogida de datos, la realización de exámenes de salud, el consejo de medidas higiénicas y preventivas, individuales y colectivas, y la colaboración en estudios epidemiológicos”.
Señala, además, que los higienistas dentales podrán actuar como ayudantes y colaboradores de los facultativos Médicos y Odontólogos realizando funciones técnico-asistenciales. 
En sus atribuciones no figura la aplicación de anestesias inyectables dentales. 
En materia de Salud pública el higienista podrá realizar:
1. Recogida de datos acerca del estado de la cavidad oral para su utilización clínica o epidemiológica
2. Practicar la educación sanitaria de forma individual o colectiva, instruyendo sobre la higiene bucodental y las medidas de control dietético necesarias para la prevención de procesos patológicos bucodentales
3. Controlar las medidas de prevención que los pacientes realicen
4. Realizar exámenes de salud bucodental de la comunidad
En el artículo 11.2, especifica las funciones que el higienista dental puede desarrollar de forma autónoma.
1. Aplicar fluoruros tópicos en sus distintas formas
2. Colocar y retirar hilo retractor
3. Colocar selladores de fisuras.
4. Realizar el pulido de obturaciones y eliminar los eventuales excesos de las mismas
5. Colocar y retirar el dique de goma
6. Eliminar cálculos y tinciones dentales y realizar detartrajes y pulidos

## Formación y requisitos (España)
Los estudios de técnico superior en higiene bucodental se trata de Formación Profesional de grado superior que, una vez finalizados, capacitan para la profesión de Higienista dental.
Son estudios superiores de la rama de sanidad/ciencias de la salud, que requiere una exigencia manual y visual elevada para llevar a cabo un buen trabajo.

### Asignaturas Grado superior en Higiene Bucodental (LOE)
Los estudiantes verán temas como: Microbiología, bioquímica, patología oral y general, farmacología, dietética y nutrición, histología, anatomía general y odontológica, bioestadística, educación sanitaria, prevención dental, documentación clínica, organización de la clínica dental, formación laboral, prácticas odontológicas con pacientes reales, periodontología, radiología, psicología y algunos campos más. 
Todas estas modalidades, entrarán dentro de las asignaturas descritas a continuación: 

#### Asignaturas de primer año
- Recepción y logística en la clínica dental.
- Estudio de la cavidad oral.
- Exploración de la cavidad oral I
- Intervención bucodental I
- Inglés Práctico
- Formación y Orientación Laboral
- Fisiopatología General

#### Asignaturas de segundo año
- Prótesis y ortodoncia.
- Primeros auxilios.
- Intervención bucodental II.
- Exploración de la cavidad oral II.
- Epidemiología.
- Proyecto de higiene bucodental.
- Formación y orientación laboral.
- Empresa e iniciativa emprendedora.

#### Prácticas
- Prácticas en consultas odontológicas de 4 meses de duración. 460 horas.

En las prácticas el estudiante de higiene bucodental empezará a trabajar la salud oral junto al odontólogo para que el estudiante pueda consolidar todos los aspectos teóricos y prácticos ya estudiados y llevados a cabo, pero esta vez, en una empresa sanitaria privada o bien en instituciones públicas.

### Requisitos para acceder a los estudios de higienista dental
Para acceder a los estudios de higienista bucodental, como todo grado superior, es requisito imprescindible poseer al menos uno de los siguientes requisitos:
- Bachillerato científico finalizado. (Preferiblemente bachillerato científico sanitario)
- Prueba de acceso a Grado Superior. (Rama científica sanitaria)
- Título Universitario. (Preferiblemente título universitario rama científica sanitaria)
- Título de técnico rama sanitaria. (Aunque éstos tendrán menos posibilidades de acceder a estos estudios con respecto a las personas que poseen los tres requisitos de acceso arriba reflejados)

Si no se poseen ninguno de los requisitos arriba reflejados, se imposibilitará el acceso a estos estudios ya que se trata de formación oficial (LOE)

## Colegios y asociaciones de higienistas
- Como otro colectivo profesional, los higienistas dentales se ven representados por Colegios o por asociaciones de higienistas según su comunidad autónoma.

No es obligatorio estar colegiado para ejercer.